# Free Birds - Tacchini in fuga
Free Birds - Tacchini in fuga (Free Birds) è un film d'animazione del 2013 diretto da Jimmy Hayward e con protagonisti del cast vocale Owen Wilson, Woody Harrelson e Amy Poehler.

## Trama
Reggie è un tacchino che è sempre stato allontanato dai suoi simili perché unico a non fidarsi giustamente degli uomini e conscio che prima e poi saranno tutti mangiati. Quando finalmente gli altri tacchini gli credono lo tradiscono lasciandolo fuori dal casolare per salvarsi. Dopo essere stato fortunatamente graziato nel Giorno del ringraziamento dal presidente degli Stati Uniti d'America, vive a Camp David godendo di una vita agiata e piena di comfort finché Jake, il presidente e unico membro del Turkeys Liberation Front (Fronte di Liberazione dei Tacchini) che cerca in tutti i modi di impedire che i tacchini vengano mangiati, lo rapisce sotto ordine del "Grande Tacchino" dio di tutti i tacchini visto da Jake in una visione angelica. Dopo un'iniziale rivalità, i due fanno amicizia e si alleano per una missione importante: impedire che il tacchino diventi il piatto tipico del Giorno del ringraziamento. Per farlo, si intrufolano in un laboratorio governativo (sempre seguendo le indicazioni che diede il Grande Tacchino tempo prima) dove è custodita una macchina del tempo e con questa viaggiano indietro nel tempo fino al primo Ringraziamento.

## Produzione
La produzione del film, inizialmente intitolato Turkeys, iniziò nel giugno del 2009, ma nulla venne effettivamente prodotto prima del gennaio del 2011. Inizialmente il film doveva essere prodotto dal Bedrock Studios, una casa di produzione fondata da Ed Jones e Cary Granat, con la regia affidata a Ash Brannon, ma nell'ottobre del 2012 la Relativity Media entrò a far parte della produzione con i compiti di co-finanziatore, co-produttore e distributore e la regia del film venne affidata a Jimmy Hayward.

## Distribuzione
Il primo trailer del film è stato distribuito da Relativity Media il 19 giugno 2013.
Il film doveva inizialmente essere distribuito nelle sale statunitensi a partire dal 14 novembre 2014, ma la data di uscita venne infine anticipata di oltre un anno ed il film è stato distribuito a partire dal 1º novembre 2013. In Italia è stato distribuito nelle sale il 28 novembre 2013 dalla Adler Entertainment.